# Miss Polski 2022
Miss Polski 2022 fue la 33.ª edición de Miss Polski, que se llevó el 17 de julio de 2022. Agata Wdowiak de Lodz coronó a Aleksandra Klepaczka de Lodz como su sucesora al final del evento.

## Resultados
| Posiciones | Candidata |
| --- | --- |
| Miss Polski 2022 Miss Universo Polonia 2022 Miss Supranacional Polonia 2023 Reina Internacional del Cafe 2024 | - Lodz - Aleksandra Klepaczka |
| Primera finalista Miss Internacional Polonia 2022                                                             | - Lublin - Sylwia Stasińska |
| Segunda finalista The Miss Globe Polonia 2022                                                                 | - Pequeña Polonia - Patrycja Krzywoń |
| Tercera finalista                                                                                             | - Mazovia - Natalia Konofalska |
| Cuarta finalista                                                                                              | - Lodz - Aleksandra Gronowska |
| Top 10 | - Lublin - Wiktoria Przybylska - Mazovia- Zuzanna Wirtek - Comunidad polaca en los Estados Unidos - Olivia Nawrot - Gran Polonia - Sara Borowiecka - Varmia y Masuria - Natalia Czerwińska |

## Candidatas
24 candidatas compitieron por el título de Miss Polski 2022:
| Voivodato                              | Candidata               | Edad |
| -------------------------------------- | ----------------------- | ---- |
| Baja Silesia                           | Aleksandra Wrześniewska | 23   |
| Comunidad polaca en el Reino Unido     | Joanna Chokało          | 23   |
| Comunidad polaca en los Estados Unidos | Olivia Nawrot           | 19   |
| Gran Polonia                           | Sara Borowiecka         | 22   |
| Lodz                                   | Aleksandra Gronowska    | 27   |
| Lodz                                   | Aleksandra Klepaczka    | 22   |
| Lublin                                 | Dominika Grabias        | 22   |
| Lublin                                 | Sylwia Stasińska        | 23   |
| Lublin                                 | Wiktoria Przybylska     | 21   |
| Mazovia                                | Katarzyna Minoł         | 23   |
| Mazovia                                | Magda Jasińska          | 25   |
| Mazovia                                | Maja Perzyna            | 19   |
| Mazovia                                | Natalia Czerw           | 20   |
| Mazovia                                | Natalia Konofalska      | 23   |
| Mazovia                                | Weronika Kujawa         | 20   |
| Mazovia                                | Zuzanna Wirtek          | 26   |
| Pequeña Polonia                        | Gabriela Chojnowska     | 22   |
| Pequeña Polonia                        | Patrycja Krzywoń        | 23   |
| Podlaquia                              | Karolina Wiszyńska      | 27   |
| Podlaquia                              | Magadalena Story        | 23   |
| Pomerania Occidental                   | Julia Maź               | 19   |
| Silesia                                | Kamila Wiśniewska       | 19   |
| Silesia                                | Justyna Jachnik         | 23   |
| Varmia y Masuria                       | Natalia Czerwińska      | 19   |